# جانی برن
جانی برن (انگلیسی: Johnny Byrne؛ ‏ ۲۷ نوامبر ۱۹۳۵ – ۲ آوریل ۲۰۰۸) فیلم‌نامه‌نویس و شاعر اهل جمهوری ایرلند بود.
از فیلم‌ها یا مجموعه‌های تلویزیونی که وی در آن‌ها نقش داشته‌است، می‌توان به تپش قلب، فضا: ۱۹۹۹ و دکتر هو اشاره نمود.